# Puchar Ameryki Północnej w bobslejach 2021/2022
Puchar Ameryki Północnej w bobslejach 2021/2022 rozpoczął się 7 listopada 2021 roku w kanadyjskim Whistler, a zakończył się 20 grudnia 2021 roku w amerykańskim Lake Placid. Rozgrywane były trzy konkurencje: dwójka kobiet, dwójka mężczyzn i czwórka mężczyzn. Prowadzona była też klasyfikacja kombinacji, która łączy w sobie dwójkę i czwórkę mężczyzn.

## Kalendarz
| Lp. | Miejscowość | Konkurencja                   | 1. miejsce                                                                        | 2. miejsce                                                                                 | 3. miejsce                                                                                 |
| --- | ----------- | ----------------------------- | --------------------------------------------------------------------------------- | ------------------------------------------------------------------------------------------ | ------------------------------------------------------------------------------------------ |
| 1.  | Whistler    | Dwójka mężczyzn (07.11.2021)  | Kanada Taylor Austin · Daniel Sunderland                                          | Stany Zjednoczone Frank Del Duca · Dakota Lynch                                            | Chiny Li Chunjian · Wu Qingze                                                              |
| 1.  | Whistler    | Dwójka mężczyzn (08.11.2021)  | Kanada Taylor Austin · Chris Patrician                                            | Stany Zjednoczone Frank Del Duca · Boone Niederhofer                                       | Korea Południowa Suk Young-jin · Park Chang-hyun                                           |
| 1.  | Whistler    | Dwójka mężczyzn (09.11.2021)  | Kanada Taylor Austin · Daniel Sunderland                                          | Stany Zjednoczone Frank Del Duca · Adrian Adams                                            | Korea Południowa Suk Young-jin · Kim Tae-yang                                              |
| 1.  | Whistler    | Dwójka kobiet (12.11.2021)    | Kanada Alysia Rissling · Eden Wilson                                              | Stany Zjednoczone Brittany Reinbolt · Lake Kwaza · Kanada Bianca Ribi · Leah Walkeden      | –                                                                                          |
| 1.  | Whistler    | Czwórka mężczyzn (12.11.2021) | Kanada Taylor Austin · Chris Patrician · Shaq Murray-Lawrence · Daniel Sunderland | Stany Zjednoczone Frank Del Duca · Adrian Adams · Boone Niederhofer · Kyle Wilcox          | Korea Południowa Suk Young-jin · Park Chang-hyun · Kim Tae-yang · Chae Byung-do            |
| 1.  | Whistler    | Dwójka kobiet (13.11.2021)    | Kanada Alysia Rissling · Eden Wilson                                              | Stany Zjednoczone Brittany Reinbolt · Lake Kwaza                                           | Kanada Bianca Ribi · Leah Walkeden                                                         |
| 1.  | Whistler    | Czwórka mężczyzn (13.11.2021) | Kanada Taylor Austin · Mark Mlakar · Shaq Murray-Lawrence · Daniel Sunderland     | Korea Południowa Suk Young-jin · Kim Tae-yang · Chae Byung-do · Park Chang-hyun            | Stany Zjednoczone Frank Del Duca · Kyle Wilcox · Boone Niederhofer · Martin Christofferson |
| 1.  | Whistler    | Dwójka kobiet (14.11.2021)    | Kanada Alysia Rissling · Eden Wilson                                              | Stany Zjednoczone Brittany Reinbolt · Nicole Brungardt                                     | Jamajka Jazmine Fenlator-Victorian · Audra Segree                                          |
| 1.  | Whistler    | Czwórka mężczyzn (14.11.2021) | Kanada Taylor Austin · Chris Patrician · Shaq Murray-Lawrence · Daniel Sunderland | Stany Zjednoczone Frank Del Duca · Boone Niederhofer · Adrian Adams · Kyle Wilcox          | Korea Południowa Suk Young-jin · Chae Byung-do · Park Chang-hyun · Kim Tae-yang            |
| 2.  | Park City   | Dwójka mężczyzn (27.11.2021)  | Stany Zjednoczone Frank Del Duca · Boone Niederhofer                              | Korea Południowa Suk Young-jin · Kim Tae-yang                                              | Kanada Taylor Austin · Daniel Sunderland                                                   |
| 2.  | Park City   | Dwójka mężczyzn (27.11.2021)  | Stany Zjednoczone Frank Del Duca · Kyle Wilcox                                    | Kanada Taylor Austin · Chris Patrician                                                     | Korea Południowa Suk Young-jin · Chae Byung-do                                             |
| 2.  | Park City   | Dwójka kobiet (28.11.2021)    | Stany Zjednoczone Brittany Reinbolt · Nicole Brungardt                            | Stany Zjednoczone Nicole Vogt · Emily Renna                                                | Kanada Alysia Rissling · Eden Wilson                                                       |
| 2.  | Park City   | Czwórka mężczyzn (28.11.2021) | Stany Zjednoczone Frank Del Duca · Kyle Wilcox · Adrian Adams · Boone Niederhofer | Kanada Taylor Austin · Chris Patrician · Daniel Sunderland · Shaq Murray-Lawrence          | Stany Zjednoczone Tyler Hickey · Chris Avery · Manteo Mitchell · Martin Christofferson     |
| 2.  | Park City   | Dwójka kobiet (29.11.2021)    | Stany Zjednoczone Brittany Reinbolt · Nicole Brungardt                            | Stany Zjednoczone Nicole Vogt · Emily Renna                                                | Kanada Alysia Rissling · Eden Wilson                                                       |
| 2.  | Park City   | Czwórka mężczyzn (29.11.2021) | Kanada Taylor Austin · Shaq Murray-Lawrence · Mark Mlakar · Chris Patrician       | Stany Zjednoczone Frank Del Duca · Kyle Wilcox · Boone Niederhofer · Martin Christofferson | Stany Zjednoczone Tyler Hickey · David Simon · Chris Avery · Manteo Mitchell               |
| 3.  | Lake Placid | Dwójka mężczyzn (13.12.2021)  | Stany Zjednoczone Frank Del Duca · Kyle Wilcox                                    | Chiny Sun Kaizhi · Wu Zhitao                                                               | Kanada Taylor Austin · Chris Patrician                                                     |
| 3.  | Lake Placid | Dwójka mężczyzn (14.12.2021)  | Stany Zjednoczone Frank Del Duca · Boone Niederhofer                              | Kanada Taylor Austin · Jay Dearborn                                                        | Chiny Sun Kaizhi · Wu Qingze                                                               |
| 3.  | Lake Placid | Dwójka mężczyzn (15.12.2021)  | Stany Zjednoczone Frank Del Duca · Manteo Mitchell                                | Stany Zjednoczone Tyler Hickey · David Simon                                               | Chiny Sun Kaizhi · Wu Zhitao                                                               |
| 3.  | Lake Placid | Dwójka kobiet (18.12.2021)    | Stany Zjednoczone Nicole Vogt · Jasmine Jones                                     | Australia Ashleigh Werner · Tia-Clair Toomey                                               | Stany Zjednoczone Brittany Reinbolt · Nicole Brungardt                                     |
| 3.  | Lake Placid | Czwórka mężczyzn (18.12.2021) | Kanada Taylor Austin · Daniel Sunderland · Chris Patrician · Shaq Murray-Lawrence | Stany Zjednoczone Tyler Hickey · David Simon · Manteo Mitchell · Martin Christofferson     | Stany Zjednoczone Frank Del Duca · Boone Niederhofer · Adrian Adams · Kyle Wilcox          |
| 3.  | Lake Placid | Dwójka kobiet (19.12.2021)    | Stany Zjednoczone Nicole Vogt · Nicole Brungardt                                  | Australia Ashleigh Werner · Tia-Clair Toomey                                               | Stany Zjednoczone Brittany Reinbolt · Emily Renna                                          |
| 3.  | Lake Placid | Czwórka mężczyzn (19.12.2021) | Stany Zjednoczone Frank Del Duca · Adrian Adams · Boone Niederhofer · Kyle Wilcox | Kanada Taylor Austin · Daniel Sunderland · Chris Patrician · Shaq Murray-Lawrence          | Stany Zjednoczone Tyler Hickey · Martin Christofferson · Bryce Cheek · David Simon         |
| 3.  | Lake Placid | Dwójka kobiet (20.12.2021)    | Stany Zjednoczone Nicole Vogt · Emily Renna                                       | Australia Ashleigh Werner · Tia-Clair Toomey                                               | Stany Zjednoczone Brittany Reinbolt · Jasmine Jones                                        |
| 3.  | Lake Placid | Czwórka mężczyzn (20.12.2021) | Kanada Taylor Austin · Daniel Sunderland · Chris Patrician · Shaq Murray-Lawrence | Stany Zjednoczone Frank Del Duca · Kyle Wilcox · Boone Niederhofer · Adrian Adams          | Stany Zjednoczone Tyler Hickey · Martin Christofferson · David Simon · Manteo Mitchell     |

## Klasyfikacje

### Dwójka kobiet
| Miejsce | Pilot                      | WHI | WHI | WHI | PCI | PCI | LPD | LPD | LPD | Punkty |
| ------- | -------------------------- | --- | --- | --- | --- | --- | --- | --- | --- | ------ |
| 1.      | Brittany Reinbolt          | 2.  | 2.  | 2.  | 1.  | 1.  | 3.  | 3.  | 3.  | 876    |
| 2.      | Alysia Rissling            | 1.  | 1.  | 1.  | 3.  | 3.  | 6.  | 6.  | 5.  | 832    |
| 3.      | Jazmine Fenlator-Victorian | 4.  | 4.  | 3.  | 5.  | 4.  | 5.  | 4.  | 4.  | 766    |
| 4.      | Bianca Ribi                | 2.  | 3.  | DNF | 4.  | 5.  | 4.  | 5.  | 6.  | 676    |
| 5.      | Nicole Vogt                | —   | —   | —   | 2.  | 2.  | 1.  | 1.  | 1.  | 580    |
| 6.      | Riley Compton              | —   | —   | —   | 6.  | 6.  | 9.  | 8.  | 9.  | 408    |
| 7.      | Carrie Russell             | DNS | DNS | —   | DSQ | 8.  | 7.  | 7.  | 7.  | 332    |
| 8.      | Ashleigh Werner            | —   | —   | —   | —   | —   | 2.  | 2.  | 2.  | 330    |
| 9.      | Trần Thị Đoan Trang        | —   | —   | —   | 8.  | DNS | 8.  | 9.  | 8.  | 316    |
| 10.     | Emily Pickett              | 5.  | 5.  | DNS | —   | —   | —   | —   | —   | 184    |

### Dwójka mężczyzn
| Miejsce | Pilot                   | WHI | WHI | WHI | PCI | PCI | LPD | LPD | LPD | Punkty |
| ------- | ----------------------- | --- | --- | --- | --- | --- | --- | --- | --- | ------ |
| 1.      | Frank Del Duca          | 2.  | 2.  | 2.  | 1.  | 1.  | 1.  | 1.  | 1.  | 930    |
| 2.      | Taylor Austin           | 1.  | 1.  | 1.  | 3.  | 2.  | 3.  | 2.  | 5.  | 876    |
| 3.      | Suk Young-jin           | 5.  | 3.  | 3.  | 2.  | 3.  | 6.  | 5.  | 4.  | 784    |
| 4.      | Tyler Hickey            | 8.  | 6.  | DNF | 5.  | 5.  | 5.  | 4.  | 2.  | 650    |
| 5.      | Édson Luques Bindilatti | 9.  | 11. | 7.  | 7.  | 6.  | 7.  | 7.  | 8.  | 648    |
| 6.      | Pat Norton              | 7.  | 14. | 6.  | 11. | 8.  | 8.  | 6.  | 6.  | 632    |
| 7.      | Geoffrey Gadbois        | 4.  | 5.  | 4.  | 4.  | 4.  | 4.  | DNS | —   | 572    |
| 8.      | Axel Brown              | 6.  | 8.  | DNF | 6.  | 7.  | 10. | 8.  | 9.  | 568    |
| 9.      | Adam Edelman            | 10. | 10. | 9.  | 10. | 9.  | 11. | 11. | 12. | 568    |
| 10.     | Shanwayne Stephens      | 11. | 7.  | DNF | 8.  | 16. | 9.  | 9.  | 7.  | 516    |

### Czwórka mężczyzn
| Miejsce | Pilot                   | WHI | WHI | WHI | PCI | PCI | LPD | LPD | LPD | Punkty |
| ------- | ----------------------- | --- | --- | --- | --- | --- | --- | --- | --- | ------ |
| 1.      | Taylor Austin           | 1.  | 1.  | 1.  | 2.  | 1.  | 1.  | 2.  | 1.  | 940    |
| 2.      | Frank Del Duca          | 2.  | 3.  | 2.  | 1.  | 2.  | 3.  | 1.  | 2.  | 884    |
| 3.      | Tyler Hickey            | 7.  | 7.  | 5.  | 3.  | 3.  | 2.  | 3.  | 3.  | 778    |
| 4.      | Édson Luques Bindilatti | 4.  | 4.  | 4.  | 6.  | 5.  | 4.  | 4.  | 5.  | 752    |
| 5.      | Suk Young-jin           | 3.  | 2.  | 3.  | 4.  | 4.  | 6.  | DNF | 4.  | 690    |
| 6.      | Shanwayne Stephens      | 6.  | 8.  | 7.  | 5.  | 8.  | 7.  | 6.  | 7.  | 680    |
| 7.      | Dražen Silić            | 8.  | 6.  | 6.  | 7.  | 7.  | 8.  | 7.  | DNS | 588    |
| 8.      | Evan Ohanlon            | 11. | 10. | 9.  | 10. | 12. | 9.  | 8.  | 8.  | 588    |
| 9.      | Adam Edelman            | 9.  | 9.  | 8.  | 9.  | 10. | —   | —   | —   | 380    |
| 10.     | Sun Kaizhi              | —   | —   | —   | —   | —   | 5.  | 5.  | 6.  | 272    |

### Kombinacja mężczyzn
| Miejsce | Pilot                   | Punkty |
| ------- | ----------------------- | ------ |
| 1.      | Taylor Austin           | 1816   |
| 2.      | Frank Del Duca          | 1814   |
| 3.      | Suk Young-jin           | 1474   |
| 4.      | Tyler Hickey            | 1428   |
| 5.      | Édson Luques Bindilatti | 1400   |
| 6.      | Shanwayne Stephens      | 1196   |
| 7.      | Dražen Silić            | 1084   |
| 8.      | Evan Ohanlon            | 1060   |
| 9.      | Adam Edelman            | 948    |
| 10.     | Pat Norton              | 860    |